# إيما هوغ
إيما هوغ (بالإنجليزية: Ima Hogg) (10 يوليو 1882 - 19 أغسطس 1975)، عُرفت بلقب «سيدة تكساس الأولى»، هي فاعلة خير أمريكية، وراعية وجامعة للأعمال الفنية، وواحدة من أعظم النساء شأناً في ولاية تكساس خلال القرن العشرين. كانت هوغ جامعة شرهة للأعمال الفنية، فقد امتلكت أعمال لبيكاسو، وبول كلي، وهنري ماتيس. وتبرعت بمئات من القطع الفنية لمتحف الفنون الجميلة في هيوستن، كما شاركت في لجنة لتخطيط إنشاء مركز كينيدي للفنون في العاصمة الأمريكية واشنطن. كانت تتحمس أيضا لجمع التحف الأمريكية القديمة، وشاركت في لجنة مهمتها إيجاد قطع أثاث تاريخية لتجهيز البيت الأبيض. استعادت وجددت العديد من الممتلكات مثل مزرعة فيرنر هوغ، ومنزل وحدائق بايو بيند، الذين تبرعت بهم فيما بعد لمؤسسات تكساس المهتمة بالتاريخ والفنون لتقوم على حفظ الممتلكات وما تحتويه من مجموعات فنية حتى اليوم. تلقت هوغ العديد من الجوائز والتكريمات، من ضمنها جائزة لويز إيفيلينا دى بونت كرونشيلد المقدمة من المؤسسة الوطنية لحفظ التاريخ، وجائزة سانتا ريتا المُقدمة من جامعة تكساس، ودرجة الدكتوراه الفخرية في الفنون الجميلة من جامعة ساوث ويسترن.
والدة إيما هوغ هي سارة آن سنتنسون ولقبها «سالى» ووالدها هو جايمس ستيفين هوغ ولقبه «جيم الكبير»، الذي أصبح فيما بعد المدعي العام لولاية تكساس وحاكمها. أًخذ اسم إيما عن قصيدة ملحمية باسم «مصير مارفن» ألفها عمها توماس هوغ. لطالما حاولت تجنب استخدام اسمها غير الاعتيادى عن طريق عدم التوقيع باسمها الأول كثيرًا وطباعة اوراقها تحت اسم «أي هوغ» أو «الأنسة هوغ». على الرغم من الإشاعات حول وجود أخت لإيما تدعى «يورا هوغ» فإيما لم تحظى إلا بإخوة ذكور. ترك والد إيما العمل العام في 1895 وبعدها بفترة وجيزة تم تشخيص والدتها بمرض السل. عندما توفيت سارة هوغ لاحقًا في نفس العام، انتقلت أخت جيم هوغ الأرملة إلى مدينة أوستن لكي تعتنى بأطفال عائلة هوغ. في الفترة بين عامى 1899 و1901، التحقت إيما بجامعة تكساس في أوستن، ثم انتقلت بعدها إلى مدينة نيويورك لدراسة البيانو ونظريات الموسيقى لعامين. وبعد وفاة والدها في 1906، سافرت إلى أوروبا وقضت عامين في دراسة الموسيقى على يد خافيير شوارنكا في فيينا. وعندما عادت إلى تكساس، قامت بتأسيس وإدارة أوركسترا هيوستن للسيمفونيات، وترأست أيضًا مُجتمع السيمفونيات.
يرجع الفضل لاكتشاف البترول في مزارع عائلة هوغ في جعلهم فاحشى الثراء، وقد استخدمت إيما هذا المال بما يعود بالنفع على سكان تكساس. ففي عام 1929، قامت بتأسيس مركز هيوستن لإرشاد الطفل، والذي يوفر الاستشارة الطبية للأطفال الذين يعانون من مشكلات تتعلق بصحتهم العقلية أو تم تشخيصهما بها، بالإضافة إلى ذويهم. ورغم عدم موافقة أخيها، فقد أنشات إيما مؤسسة هوغ للصحة العقلية بجامعة تكساس بمدينة أوستن في عام 1940. ترشحت إيما بنجاح لمقعد في المنطقة التعليمية المستقلة للمدارس في هيوستن في عام 1943، حيث عملت على: محو التفرقة العنصرية والعرقية في تحديد المصاريف الدراسية، وإقامة برامج فنية تعليمية للطلاب السود. لم تتزوج أيما هوغ مُطلقًا، وتوفيت في عام 1975. كانت مؤسسة إيما هوغ الأكثر نفعًا في إرثها، والتي تواصل عملها الخيري حتى اليوم. تم تسمية عدة جوائز سنوية باسمها، تكريمًا لجهودها لحفظ التراث الثقافى في تكساس.

## الاسم

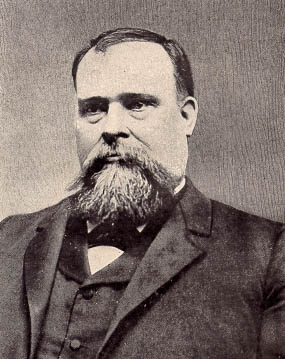
والد إيما هوغ، جايمس ستيفين هوغ"جيم"، (1851- 1906)، حاكم ولاية تكساس

عند ولادة ابنته الوحيدة، كتب جيم هوغ إلى أخيه قائلًا: «الآن قد اكتملت سعادتنا! فقد رزقنا بابنة تحظى بأقصى قدر من كمال الأوصاف وملائكية السيماء يمكن للطبيعة أن تنعم به على إنسان، واسمها إيما!» لم يكن لإيما اسم أوسط، وذلك لم يكن أمرًا اعتياديًا وقتها. أُخذ اسمها الأول من قصيدة ملحمية عن الحرب الأهلية الأمريكية كتبها عمها توماس هوغ بعنوان «مصير مارفن»، والتي تصور فتاتين تدعيان إيما وليلى. وفقًا لسيرة إيما هوغ التي كتبتها فيرجينيا بيرنارد، «فهناك بعض من يعتقد أن جيمس ستيفين هوغ قد أسمى ابنته الوحيدة إيما هوغ في سبيل أن يحظى باهتمام المُصوتين في تكساس.» وذلك في العام الذي ترشح فيه لمنصب مُحامى المقاطعة السابعة في تكساس، وقد فاز بالمنصب. وفي المقابل، تًظهر مراسلات لجيم هوغ أنه لربما لم يكن مدركًا حينها تأثير جمع اسم ابنته الأول مع اسم العائلة.
روت إيما هوغ لاحقًا ان جدها سنتنسون كان يعيش على بعد 15 ميلاً (24 كم) من مدينة مينيولا ولذلك كانت تصل إليه الأخبار ببطء. فعندما علم باسم حفيدته هرع إلى المدينة بأسرع مايمكن ليعترض على تلك التسمية ولكن كان قد فات الآوان. فقد تم تعميد الطفلة بالفعل، واسم إيما أصبح لا مفر منه. خلال طفولتها كان أخوها الأكبر ويليام عادة ما يعود للمنزل بأنف دامية ووذلك نتيجة دفاعه عن اسمها كما ذكرت لاحقًا. وخلال سنوات رشدها، كانت هوغ توقع اسمها بخط غير واضح حتى لا تُظهر اسمها الأول. وكانت أدواتها المكتبية عادة ما تطبع تحت اسم «الآنسة هوغ» أو «أ. هوغ»، وكانت غالبا ما تطلب ادواتها تلك باسم سكرتيرتها لتجنب الأسئلة غير المرغوبة. لم تستخدم هوغ اسم مستعار إلا قبل وفاتها بعدة أشهر، حيث بدأت اطلاق اسم «إيموجين» على نفسها. وآخر جواز سفر صدر لها كان باسم «إيما إيموجين هوغ».
وعلى عكس المعتقد الشائع، فلم يكن لإيما أخت تدعى يورا. فتقول الأسطورة في تكساس ان جيم هوغ أثناء إعادة ترشحة لمنصب حاكم تكساس عام 1892 كان عادة ما يسافر بصحبة إيما وصديقة لها ويقدمهما على انهما ابنتاه إيما ويورا. ولكن إيما ظلت تدعى طوال حياتها ان ذلك لم يحدث مطلقًا. كانت تضطر لدحض الأسطورة بشكل متكرر: فمئات من الناس كانوا يكتبون لها متسائلين عن إذا ما كان اسمها حقيقى وحقيقة وجود اخت لها تدعى يورا. حتى ان نجم مدينة كنساس قام باختلاق أخت أخرى تدعى هوسا.
في أوائل الثلاثينات، عملت إيما على مجموعة من أوراق وخطابات والدها مع كاتب سيرته الذاتية، المؤرخ روبرت سى كوتنر: فقد نصبت نفسها حارسًا لمكانته في التاريخ، فكانت غالبًا ما تكتب لتوضيح أو إثبات مقالات نشرت عن والدها. وفقا لبرنارد «إن تحمل إيما عبء اسمها الذي جلب لها التساؤلات طوال حياتها جعلها أيضًا حريصة على الدفاع عن اسم والدها امام المشككين كافة. وبذلك كانت تدافع عن اسمها أيضًا، وقد فعلت ذلك بمهارة فائقة وأدب جمّ.»
كانت إيما ضحية مزحات وتصنيفات واعتراضات من قبيل «اسم سئ الحظ» أو «أسوأ اسم طفل على الإطلاق». بما في ذلك الادعاء بأن جيم هوغ قام بتسمية ابنتاه إيما هوغ ويورا هوغ. شبيه ذلك أسماء أخرى سيئة الحظ وفقًا لسجلات ولاية كنساس مثل: إيما بيج، وإيما ماسكرات، وإيما نات، وإيما هوكر، وإيما ويينر، وإيما ريك، وإيما باين، وإيما بَط.

## نشاتها
ولدت إيما في مدينة مينيولا بولاية تكساس عام 1882، والدها جيم هوغ ووادتها سارة آن (سالى) سنتنسون. كانت الطفلة الثانية بين أربعة أطفال، من بينهم ويليام كليفورد هوغ (1875-1930)، وميشيل هوغ (1885- 1941)، وتوماس إليشا هوغ (1887- 1949). كان لعائبة هوغ إسهامات في الخدمات العامة لوقت طويل. فجدها الأكبر توماس هوغ، خدم في المجلس التشريعى لكل من ولاية جورجيا، وألاباما، ومسيسيبي. وجدها، جوزيف لويس هوغ، خدم في مجلس الكونجرس بورلاية تكساس وساعد في كتابة دستور الولاية. عند ولادة إيما كان والدها يشغل منصب محامى المقاطعة السابعة بولاية تكساس. وانتهت مدته بحلول العام 1884، وعندها انتقلت العائلة إلى مدينة تايلر حيث بدأ العمل بالقانون. بعدها بعامين، تم انتخاب هوغ للمرة الثانية لمنصب محامى المقاطعة وعند ذلك انتقلت العائلة إلى مدينة أوستن عاصمة الولاية حيث بدات إيما تذهب للحضانة. عندما تم انتخاب جيم هوغ كأول حاكم للولاية من أبناء تكساس بعدها بأربع سنوات، ذهبت إيما بصحبة والدتها واخيها الأكبر إلى مراسم تأدية اليمين والحفل الراقص بمناسبة بداية الفترة الرئاسية في يناير 1891، لتشهد بذلك أول بداية فترة رئاسية ببرلمان تكساس حديث العهد. انتقلت العائلة إلى منزل الحاكم الذي بُنى في العام 1855، كانت حالة المبنى سيئة، بشقوق في الحوائط وأثاث بالِ، كانت إيما واخوتها مطالبين بالمساعدة في تجديد المبنى ليصبح في حالة يمكن العيش به. فكان من ضمن مهامها إزالة العلكة الملتصقة بالأثاث وحلقات الأبواب.

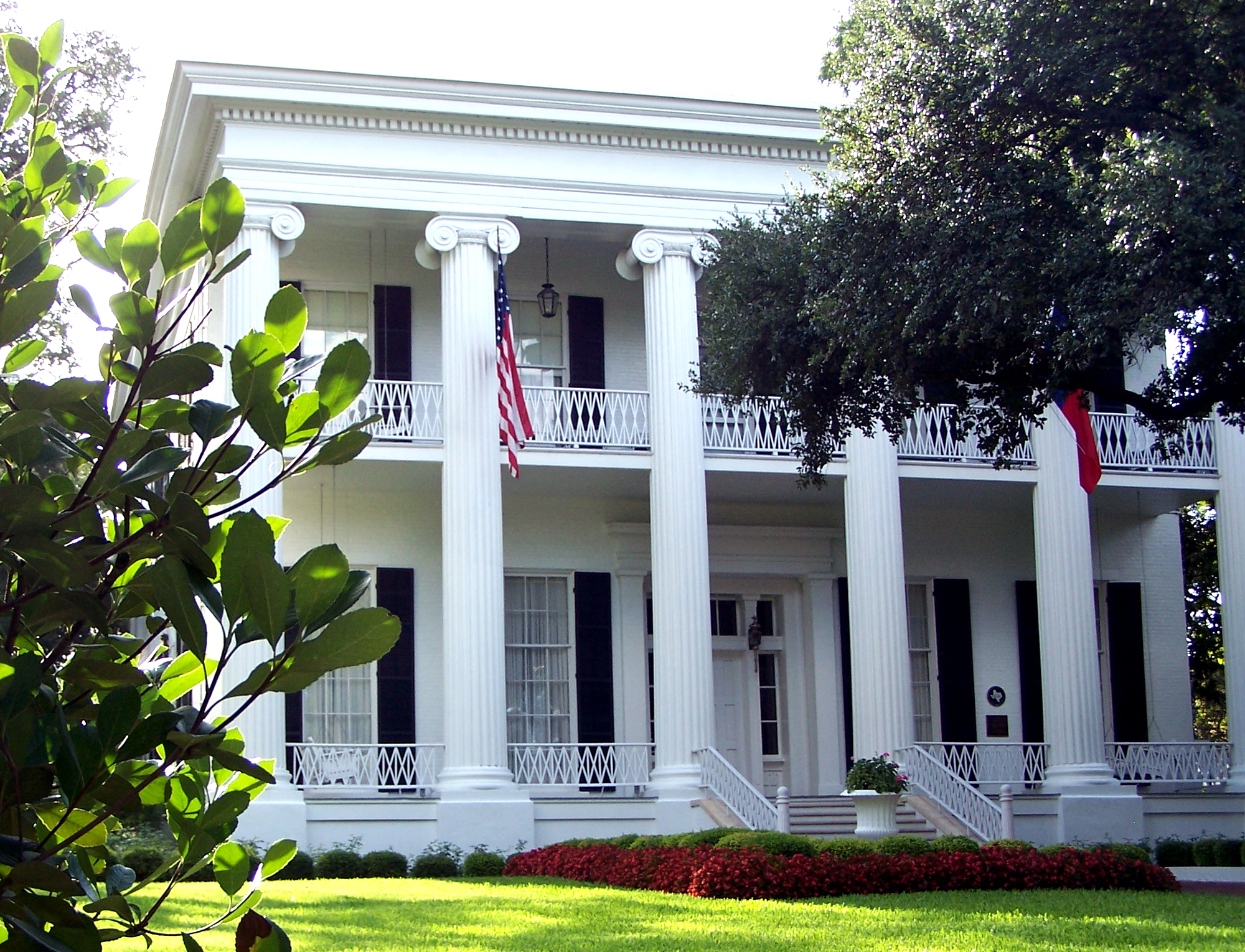
عاشت عائلة هوغ في منزل حاكم الولاية بمدينة أوستن خلال فترة تولى جيم هوغ منصب الحاكم العشرين لولاية تكساس.

كانت إيما وإخوتها الصغار صاخبين. فتذكر أنهم كانو يستمتعون تحديدًا بالتزحلق على أسوار السلالم بمنزل الحاكم. كان والديها يسمحون بذلك إلى ان أصيب أخوها توماس في ذقنه، حيث قام بعدها جيم هوغ بتثبيت مسامير بطول السياج للحد من هذا النشاط خوفًا من ان تصبح مؤخراتهم دامية. ظلت الثقوب مكان المسايمر واضحة لعدة عقود بعد انتقال عائلة هوغ من المنزل. حاولت والدة هوغ أن تعلمها بعض أعمال السيدات مثل التطريز، ولكن كانت إيما دائما ما تقول «لم يكن لدى من الصبر ما يكفى لأنجح». شجعتها أمها أيضا لتعلم الألمانية. كانت إيما وإخوتها غالبًا ما يتم إصطحابهم إلى دار أوبرا ميليت في مدينة اوستن للإستمتاع بالعروض.
أحب الأطفال الحيوانات، وتضمنت مجموعتهم كلابًا، وقططً، وطيور، وحيوانات الراكون، والأبوسوم، والأرانب، وحصان قزم، وببغاء. قام الأطفال ذات مرة باستخدام حيواناتهم لإقامة سيرك في قصر الحاكم، وقامت إيما بأخذ مبلغ 5 سنتات من كل زائر، ولكنها أجبرت على إعادة المال عندما علم والدها بفعلتها. وبعد عدة سنوات اضافت العائلة لمجموعة الحيوانات دبًا، وحصانًا، وغزالاً صغيرًا، وببغاءً أستراليًا، ونعامتين أسموهما جاك وجيل. قام إخوة إيما بتحديها مرة لركوب ظهر النعامة، ولكنها وقعت من على ظهرها بعد أن قام أحد الأولاد برميها بالنبلة. أصبحت إيما ونعامتيها لاحقًا أبطالًا لكتاب مصور، اسمه «إيما وسباق النعام الكبير بتكساس» تأليف أوليفيا ماكمانيس وبروس دوبرى.
لم تستعد والدتها عافيتها بعد ولادة توماس، ولما تبقى من حياتها كانت تعيش بنصف صحتها. إصطحبتها إيما إلى العديد من المنتجعات الصحية أثناء إقامتهم في اوستن. في عام 1895، تم تشخيص سارة هوغ بالسل، وبتوصية من طبيبها انتقلت هي وإيما إلى كلورادو، حيث عاشوا مع أخت جيم هوغ الكبرى، مارثا فرانسيس دايفيس. توفيت سارة هوغ في كلورادو في 25 من سبتمبر 1895.
إصطحبت مارثا دايفيس العائلة إلى أوستن وقضت عدة أشهر تعتنى بإيما وإخوتها. كانت مارثا دايفيس قد فقدت زوجها بسبب مرض السل وشاهدت إبنها يحارب المرض، ولذلك فقد اعتقدت أن إيما قد ورثت المرض عن أمها. أقنعت مارثا دايفيس إيما ألا تتزوج أبدًا حتى لا تنقل المرض لأبنائها.
بحلول نهاية عام 1895، التحق الأولاد بمدرسة حكومية في سان ماركوس. وفي العام التالي، عادوا إلى أوستن ليعيشوا مع والدهم. رغم أن العائلة قد وظفت مدبرة منزل إلا أن إيما كانت تعتبر سيدة المنزل فكانت تُشرف على أعمال التنظيف بالإضافة إلى تعليم إخوتها الصغار. في عام 1898، ذهبت إيما برفقة والدها إلى هاواى، حيث قابلا ليليوكالاني ملكة هاواي وشاهدا الاحتفال الذي تم فيه تسليم هاواي للولايات المتحدة. كان من المفترض أن يُبحرا بعدها إلى سياتل، ولكن هوغ رفضت ركوب السفينة. كانت تبكى متوسلة أباها ان يغير الترتيبات لأنها أحست بشعور سئ تجاه الرحلة. خضع والدها لرغبتها وأبحرًا بدلًا من ذلك إلى كاليفورنيا، وهناك علما أن السفينة التي كانوا سيركبونها قد اختفت في عرض البحر ولا يوجد أي ناجين.

## تعليمها واهتمامتها الموسيقية
كان منزل هوغ دائما عامرًا بالموسيقى، وبدأت إيما تعلم البيانو في سن الثالثة. ورغم أن إخوتها الصغار ارتادوا مدرسة حكومية، فقد التحقت إيما بمدرسة خاصة وتلقت دروسًا خاصة في الموسيقى. في 1899، التحقت بجامعة تكساس في مدينة أوستن، وكانت دروسها المفضلة هي اللغة الألمانية، والإنجليزية القديمة، وعلم النفس. أوضحت إيما لاحقًا أنه «لم يكن من بين الطلبة الجدد من فاقنى في عدم نضجى، أو عدم استعدادي، أو في خوفي.»" انضمت إيما لنادى المراة الاجتماعى المعروف بنادى فالنتين، وساعدت في تأسيس أول اخوية في حرم جامعة تكساس، أخوية باي بيتا فاي. بعد عامين من الدراسة بالجامعة، انتقلت إلى نيويورك حيث تعلمت البيانو ونظريات الموسيقى في معهد الموسيقى القومي."

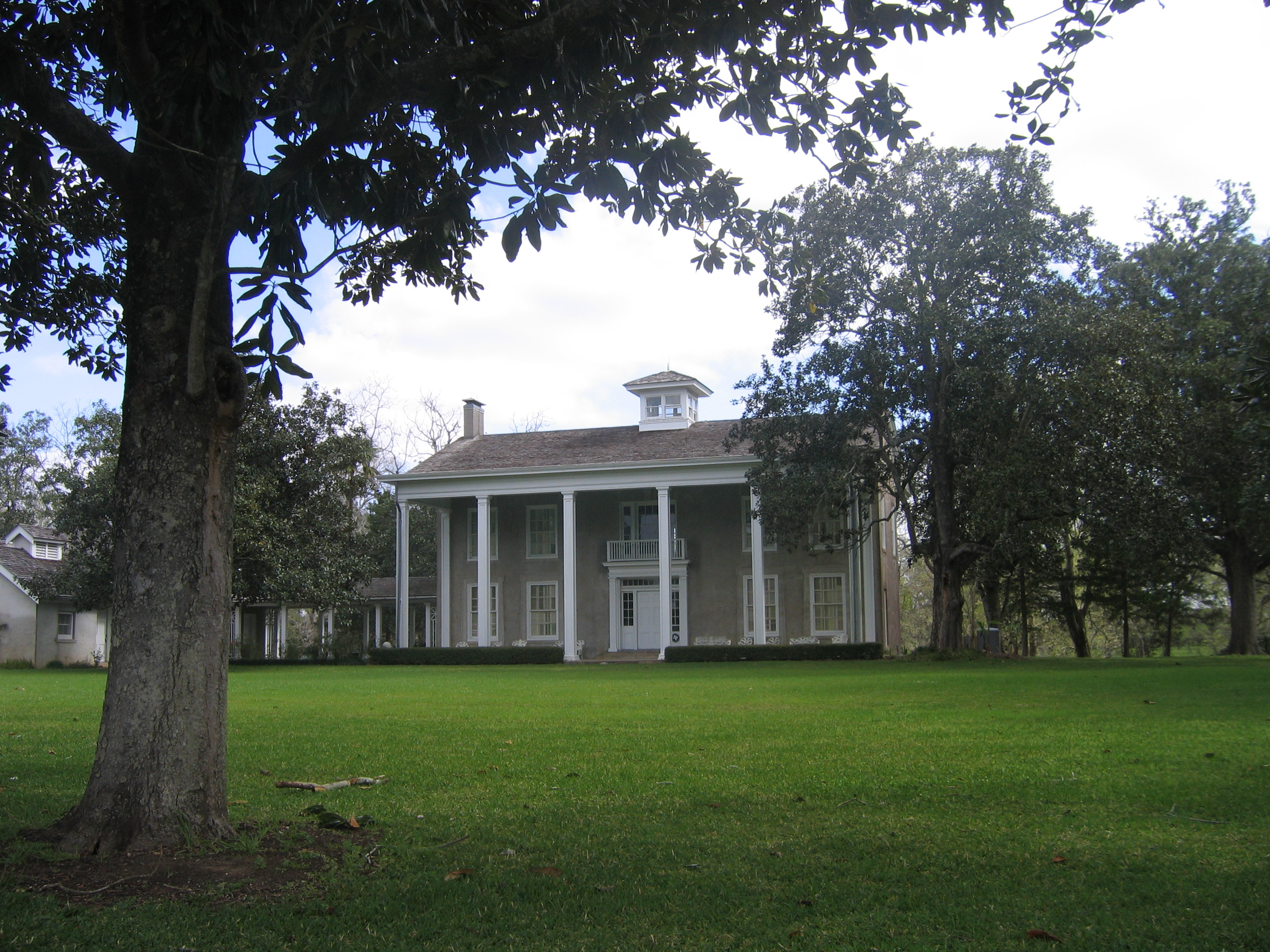
تم إنشاء بوابة خارجية جديدة لمنزل مزرعة فارنر تحت إشراف إيما هوغ.

قرب حلول القرن العشرين، بدأ والد إيما هوغ في المتجارة بالبترول. فقد عرض 4100 فدان (17 كم2) من الأراضي قرب غرب كولومبيا عام 1901، تلك الأرض كانت جزءً من مزارع فارنر. بعد عامين من الدراسة في مدينة نيويورك، عادت إيما هوغ إلى تكساس، وقسمت وقتها بين المزرعة ومجلس هيوستن، حيث كان يعمل والدها بالقانون. تحت إشراف إيما، تم إعادة تصميم المنزل وإضافة رواق معمّد لما كان في السابق الجهة الخلفية للمنزل؛ وجعلت هذا الرواق المدخل الجديد للمنزل، لكى تبعد المدخل عن مجرى فارنر المائى.
في السادس والعشرين من يناير 1905، أصيب جيم هوغ في حادثة قطار. وطوال العام التالى ظلت إيما ترعاه أثناء مكافحته لاستعادة صحته، ولكن في الثالث من مارس 1906، وجدت إيما والدها ميتًا في فراشه. إيما كانت منهارة، ومحاولة لإخراجها من حزنها أخذها أخوها ويليام إلى نيويورك. وأثناء إقامتها هناك انغمست في الحفلات الموسيقية والمتاحف.
في 1907، قضت إجازتها في ألمانيا، واستمعت كثيرًا لدرجة أنها قررت البقاء في أوروبا لاستكمال دراستها للبيانو. وللعامين التاليين درست الموسيقى في فيننا على يد فرانتس خافيير شواروينكا، عازف بيانو في فرقة فرانتس يوزف الأول في النمسا، وفي برلين درست على يد مارتن كروسو. بعد عودتها من أوروبا، استقرت إيما في هيوستن مع أخيها ويليام. ورغم أن المدينة كان تعدادها السكانى حوالى 100000 نسمة، إلا انها لم تكن تحتوى على أية متاحف أو حدائق أو مسارح متخصصة أو موسيقى أو فرق للبالية. اختارت هوغ تدريس الموسيقى واستمرت في هذا المجال لتسع سنوات تلت. أحد أوائل طلابها كان جاكواس أبرام الذي احترف عزف البيانو فيما بعد. بحلول عام 1913، أصبحت هوغ رئيسة مجتمع الموسيقى للبنات، وكانت ضمن لجنة الترفيه في نادي الجامعة للسيدات، الذي نظم مجموعة مسرحية صغيرة تعرف باسم ممثلون القناع الأخضر. ذاك العام، أسست أوركسترا هيوستن للسيمفونيات. شغلت إيما هوغ منصب نائب رئيس مجتمع السيمفونيات عند انعقاد أول جلسة لمجلس المديرين. في عام 1917 طلب مجلس المديرين أن تتولى إيما منصب الرئيس؛ وقد تولت ذلك المنصب لإثنى عشر دورة.

## فاعلة خير وقائدة مجتمع

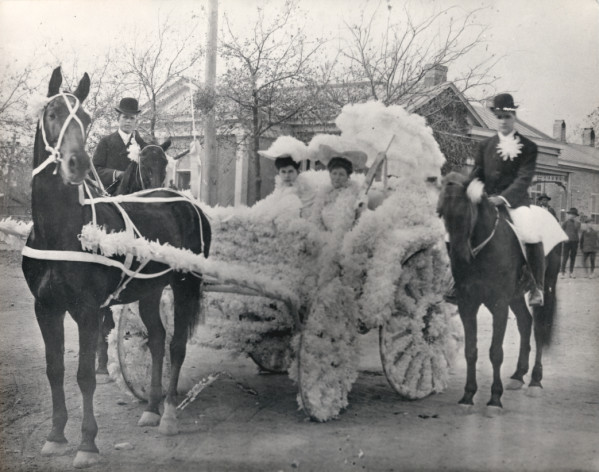
إيما جالسة بصحبة سيدة غير معروفة في عربة مزينة تجرها الأحصنة أثناء موكب تاكرام، كجزء من مهرجات هيوستن نو تسو أو

عُرفت إيما هوغ عاطفيًا باسم "الأنسة إيما" بين دائرة معارفها، وعلى نطاق واسع كانت تعتبر "سيدة تكساس الأولى". عندما كان جون بودن كونللى حاكمًا لتكساس، أعلنت زوجته نيللي: "إن زوجة الحاكم غالبًا ما كانت تدعى سيدة تكساس الأولى ولكن إيما كانت وستبقى دائمًا سيدة تكساس الأولى". في عام 1957، نشرت مجلة النيويورك تايمز عن شخصيات واعدة من تكساس في سلسة عن المجتمع الراقى قائلة:"ولكن واحدة من الشخصيات الاجتماعية يتم الاحتفاء بها في أنحاء الولاية وخارج حدودها أيضًا وهي الأنسة إيما هوغ. هي تبلغ من العمر 80 عامًا الآن ولكنها مازالت منارة اجتماعية لهيوستن"."
بعد وفاة والدها في 1906، حاولت إيما وإخوتها بيع مزرعة فارنر، ولكن منعهم أن وصية والدهم تضمنت بندًا يشترط أن يتم الاحتفاظ بالأرض لمدة 15 عام. وفي 15 يناير 1918، تم اكتشاف البترول في مزرعة فارنر. وفي العام التالى حدث اكتشاف أخر للبترول مما وفر دخلًا للإخوة الأربعة بمعدل 250.000 دولار شهريًا. وفقًا لجويندولين كون نيلى مؤرخ عائلة هوغ فالإخوة هوغ لم يصدقوا أنهم يستحقون عائدات البترول، لأنه استخرج من الأرض ولم يكسبوه عن عمل جاد، ولذلك قرروا إنفاق المال لصالح تكساس.
أسست إيما هوغ مركز هيوستن لإرشاد الطفل في 1929 وذلك لتوفير الاستشارات الطبية للأطفال المضطربين وعائلتهم. كانت هوغ على اقتناع بأنه إذا ما تم علاج مشكلات الأطفال النفسية والعقلية، فإنه يمكن تجنب إصابة البالغين بأمراض أكثر خطورة.
جاء اهتمام إيما بالصحة العقلية عن طريق والدها الذي قرأ بتوسع في مجال مشكلات الصحة العقلية، فأثناء فترنه كحاكم للولاية، عادة ما صحبته إيما في زيارات لمؤسسات الولاية ومنها المستشفيات الخيرية والمصحات العقلية. وقد توسعت في معرفتها بالمجال أثناء دراستها بجامعة تكساس، فأخذت دروسًا عديدة في علم النفس. اعتقدت إيما أن تدخلًا علاجيًا في حالة أخيها الأصغر توم كان يمكن أن يفيده، حيث أنه تفاعل بشكل سئ مع وفاة والدتهم وسبب ذلك له مشكلات في الكبر «فأصبح دائم القلق، ومتهورًا، ومبذرًا للمال بشكل ينذر بالخطر». رغم أن أفكارها حول علم النفس قد تعتبر شائعة اليوم ولكنها اعتبرت رائدة عام 1929. ففى 1972, أخبرت إيما جريدة هيوستن كرونيكل أنه من بين جميع أنشطتها أكثر ما أشعرها بالسرور هو دورها في تأسيس مركز هيوستن لإرشاد الطفل.
سبق وعانت إيما هوغ من مشكلات صحية عقلية. ففى أواخر 1918, أصيبت إيما بالمرض، غالبًا اكتئاب حاد. استشارت الطبيب فرانسيس خافيير دوركام المتخصص في علاج الأمراض العصبية والعقلية، وعالجها لمدة ثلاث سنوات تالية. ظلت في المشفى لأكثر من عام، وقضت ثلاثة أعوام أخرى تتماثل للشفاء معظمها في فيلادلفيا في ولاية بنسلفانيا. بحلول صيف 1923 شفيت إيما تمامًا، ولكنها صرفت نظر بشكل تام عن حلمها بأن تصبح عازفة بيانو محترفة، وذلك كما يتضح بسبب ضعفها إثر المرض.
ذهب إيما في أجازة بصحبة أخيها ويليام في ألمانيا عام 1930. وأثناء زيارتهم أصيب أخوها بفشل المرارة وتوفى في 12 سبتمبر 1930 بعد عملية جراحية طارئة. وعادت إيما بجثمان أخيها إلى الولايات المتحدة. تضمنت وصيته مبلغ 2.5 مليون دولار متبرع بهم بالكامل لجامعة تكساس; حيث كانت رغبته أن يستخدم هذا المال إلى جانب ما تتبرع به أخته «للمنفعة بعيدة المدى لسكان تكساس». عرقلت المنحة بعض التحديات القانونية حتى العام 1939, فاستلمت الجامعة مبلغ 1.8 مليون دولار. وفي عام 1940, بعد مناقشة أخيها ميشيل -مُنفذ الوصية- استخدمت إيما باقى المال لإنشاء مؤسسة هوغ للصحة العقلية بجامعة تكساس في أوستن.
نشرت جريدة سان أنطونيو إكسبريس نيوز عام 1939 أن التمويلات الممنوحة لمؤسسة هوغ للصحة العقلية سوف تُستخدم في إنشاء عيادات للعناية بالصحة العقلية، وإجراء دورات تدريبية للمحاضرين والمدرسين في جميع أنحاء تكساس، ولإجراء الأبحاث العلمية حول الصحة العقلية، وإجراء إحصائيات عن أحوال الصحة العقلية في تكساس. عند دخول الولايات المتحدة الحرب العالمية الثانية، وجدت المؤسسة طريقة لمنع إدراج أسماء الغير لائقين من حيث الصحة العقلية في قوائم التجنيد، ووفرت الاستشارة الطبية لأولئك المصابين بصدمة من الحرب. وبعد الحرب، توسعت المؤسسة في تركيزها على المجال التعلميى والخيرى، موفرة الرعاية الصحية العقلية للفقراء والمسنين. تستمر المؤسسة أيضا في توفير 5000 دولار كمنحة دراسية للأشخاص الذين يقومون بدراسات عليا في مجال العمل الاجتماعى.
في 1943, قررت إيما الترشح لمنصب في مجلس إدارة هيوستون التعليمية المستقلة وبذلك تتضمن الإدراة عضوتين من النساء. فازت إيما ب 4350 صوت متقدمة على ما يزيد عن 1000 مرشح. وأثناء توليها منصبها عملت على إزالة عامل الجنس والعرق في تحديد الرسوم الدراسية. ودعمت برنامج أعده مدرس زائر للأطفال الذين يعانون من مشكلات نفسية. وبدأت برنامج تعليمى فنى في مدارس السود. ولكنها رفضت أن تترشح لفترة ثانية.